# Mesa de la Tienda
Mesa de la Tienda är en ort i Mexiko.   Den ligger i kommunen Pénjamo och delstaten Guanajuato, i den centrala delen av landet, 300 km väster om huvudstaden Mexico City. Mesa de la Tienda ligger 2 071 meter över havet och antalet invånare är 134.
Terrängen runt Mesa de la Tienda är huvudsakligen kuperad, men västerut är den platt. Runt Mesa de la Tienda är det ganska tätbefolkat, med 72 invånare per kvadratkilometer. Närmaste större samhälle är Pénjamo, 16,6 km söder om Mesa de la Tienda. I omgivningarna runt Mesa de la Tienda växer huvudsakligen savannskog.